# Stazione di RiminiFiera
Stazione di RiminiFiera vasútállomás Olaszországban, Rimini településen.

## Vasútvonalak
Az állomást az alábbi vasútvonalak érintik:
- Bologna–Ancona-vasútvonal

## Kapcsolódó állomások
A vasútállomáshoz az alábbi állomások vannak a legközelebb:
- Stazione di Santarcangelo di Romagna
- Stazione di Rimini